# 布萊克福克鎮區 (阿肯色州斯科特縣)
布萊克福克鎮區（英語：Black Fork Township）是位於美國阿肯色州斯科特縣的一個行政鎮區。

## 地方資料
布萊克福克鎮區的面積為114.41平方千米，當中陸地面積為114.38平方千米，而水域面積為0.03平方千米。根據2010年美國人口普查的數據，當地共有人口66人，而人口密度為每平方千米0.58人。